# マルモッタン・モネ美術館

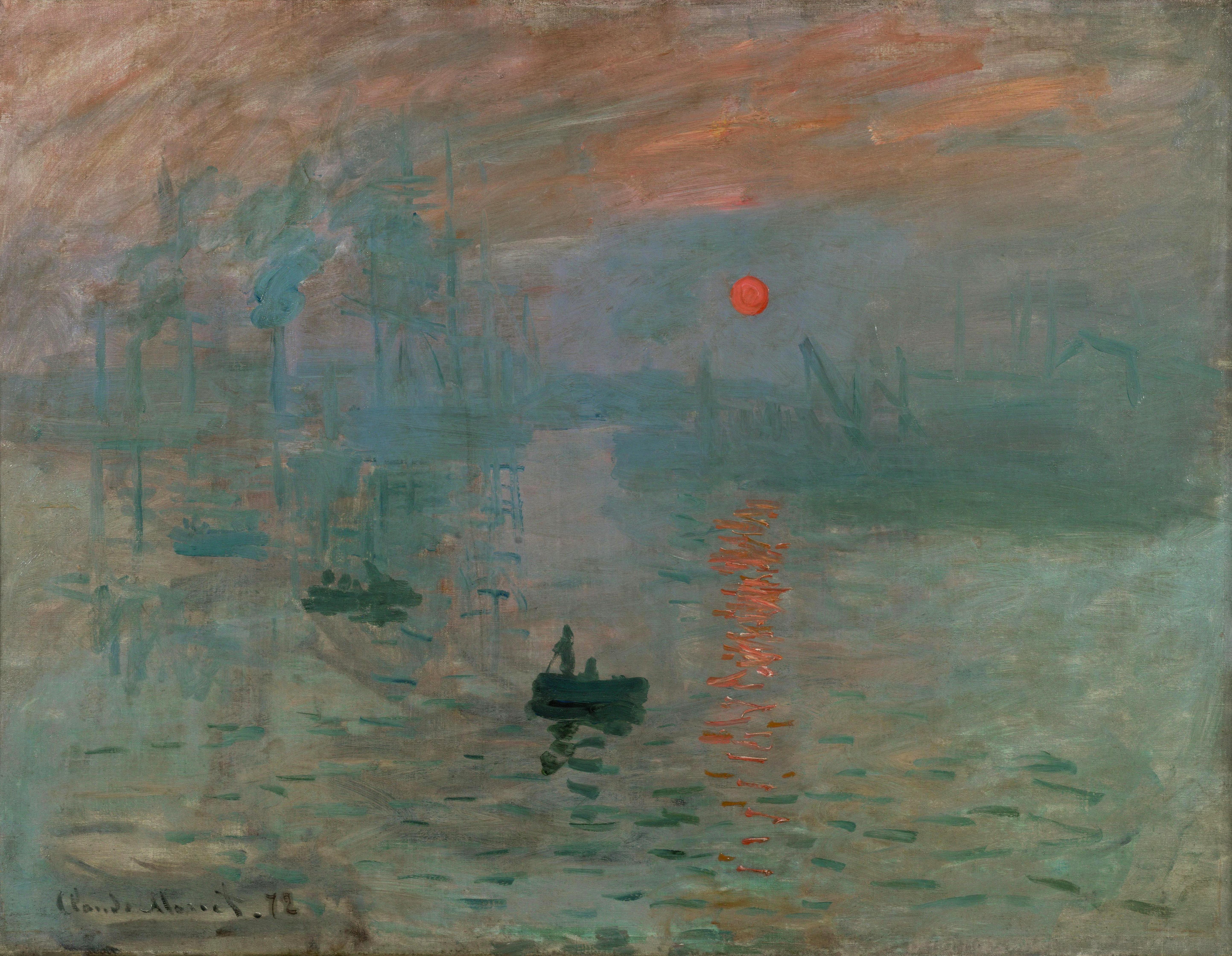
クロード・モネ 『印象・日の出』 （1872年）

マルモッタン・モネ美術館 (マルモッタン・モネびじゅつかん、Musée Marmottan Monet、旧称マルモッタン美術館) は、パリ16区にある美術館である。フランス印象派の画家クロード・モネの作品のコレクションで知られる。
パリ市内西部ブローニュの森にほど近く、世界最大級のモネのコレクションを収蔵する。特に"印象派"という流派名の由来となったモネの代表作『印象・日の出』を所蔵することで名高い。

## 歴史
美術館の基礎をつくったのは美術史家・収集家のポール・マルモッタン（1856-1932）であった。美術館の建物は1840年、ヴァルミー公爵が狩猟用に建てたものを、ポールの父でジロンド県の役人であったジュール・マルモッタンが1882年に購入し、邸宅に改造したものである。ポール・マルモッタンの死後、彼の美術コレクションはアカデミー・デ・ボザールに寄贈され、1934年から美術館として公開された。なお、ポール・マルモッタンの収集品は印象派絵画ではなく、新古典主義（ナポレオンの時代に流行した絵画様式）の絵画と、アンピール様式の調度品であった。1957年、モネの医者であったジョルジュ・ド・ベリオの収集品が、ベリオの娘のド・モンシー夫人から寄贈された。『印象・日の出』はこのコレクションに含まれていた。さらに1966年、モネの次男ミシェル・モネより、父親モネの作品多数が寄贈された。美術館名にMonetが追加されたのは、ミシェル・モネによる遺贈の後である。『印象・日の出』がこの美術館に所蔵されていたことが遺贈の動機であるとする説がある。マルモッタン美術館はこの他にも多くの個人コレクションからの寄贈を受け、印象派絵画の殿堂となっている。

## 主な収蔵品
- ピエール＝オーギュスト・ルノワール『クロード・モネの肖像』（1872年）
- クロード・モネ『印象・日の出』（1872年）
- ベルト・モリゾ『舞踏会にて』（1875年）
- クロード・モネ『睡蓮』（1915年）[1]

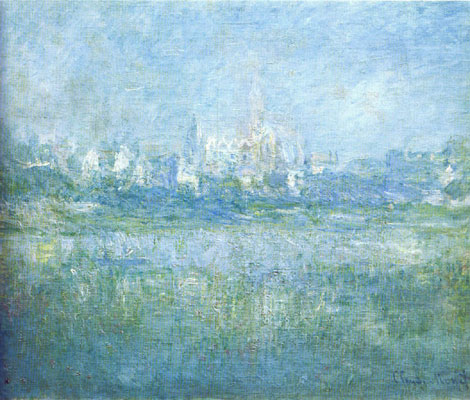
モネ『霧の中のヴェトゥイユ』 1879年
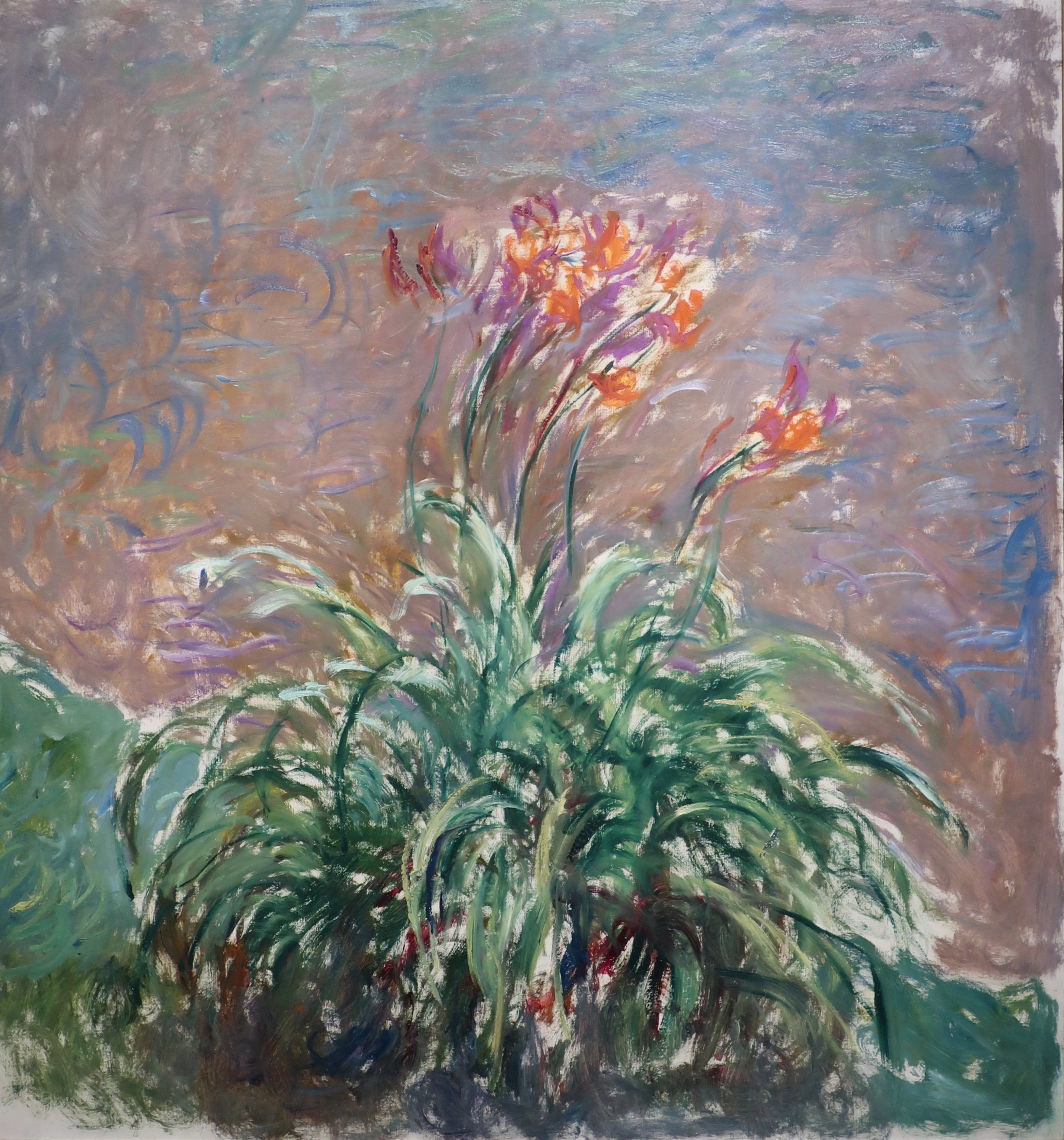
モネ『キスゲ』 1914 - 17年
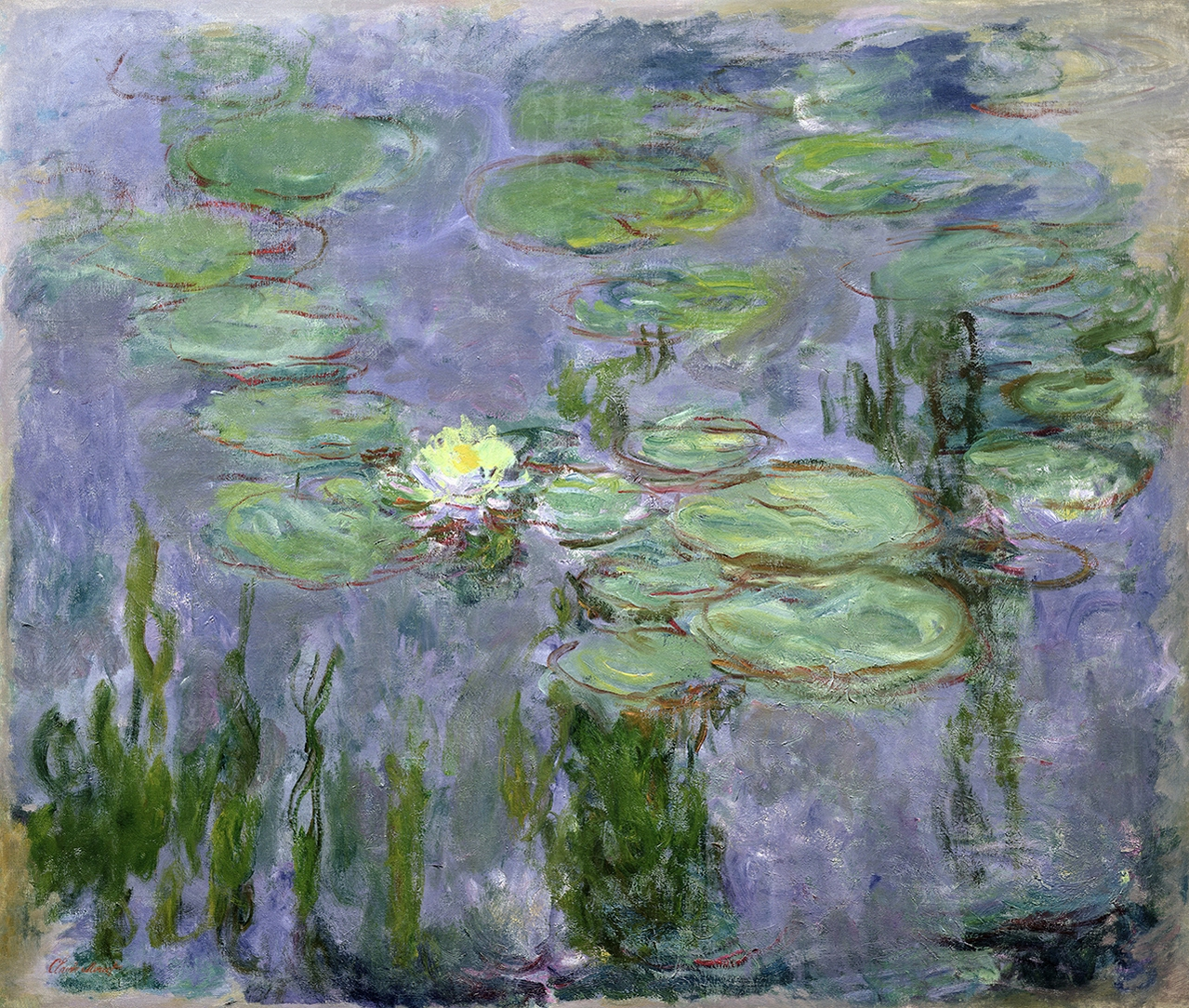
モネ『睡蓮』 1915年
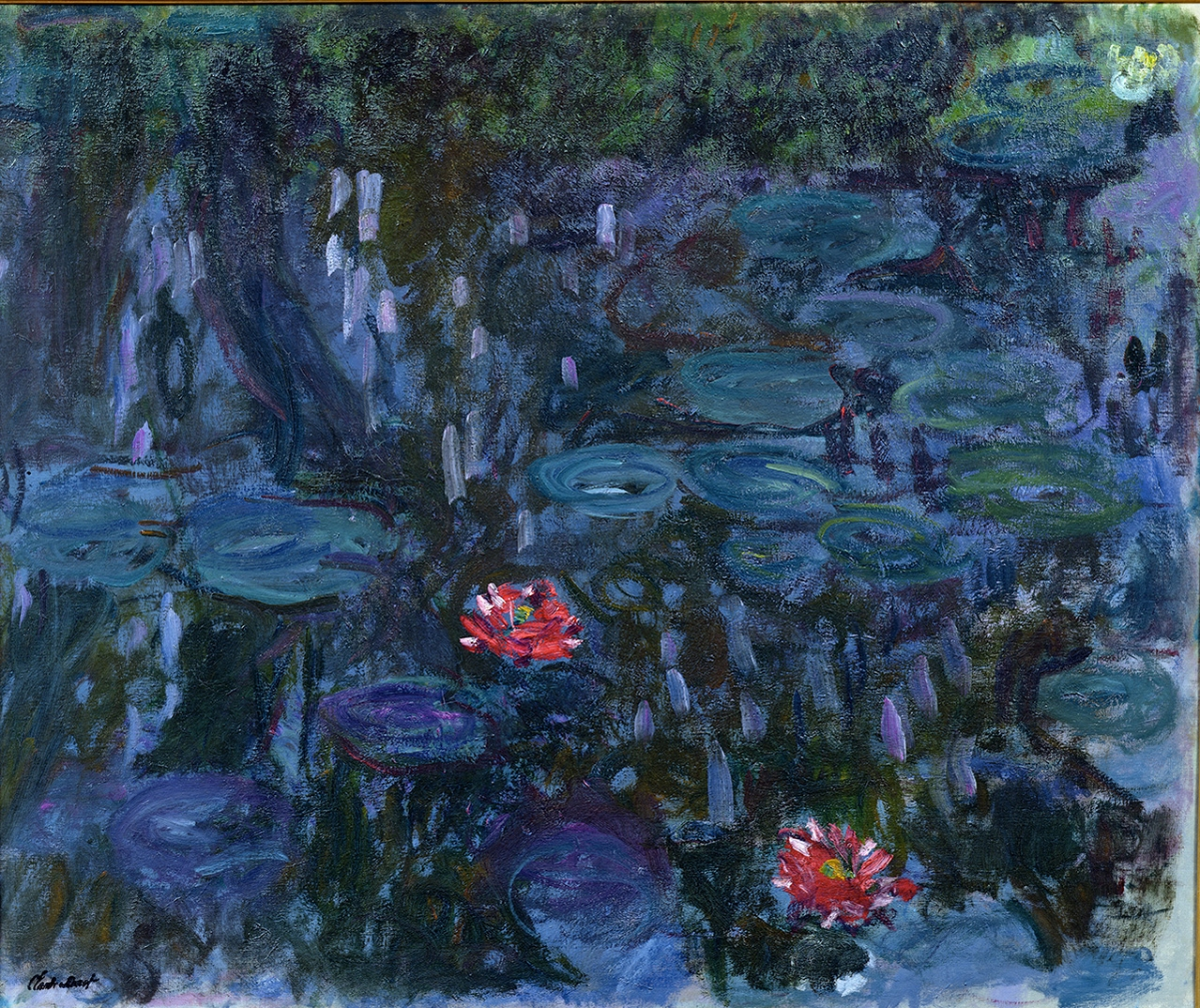
モネ『睡蓮 柳の反映』 1916 - 19年
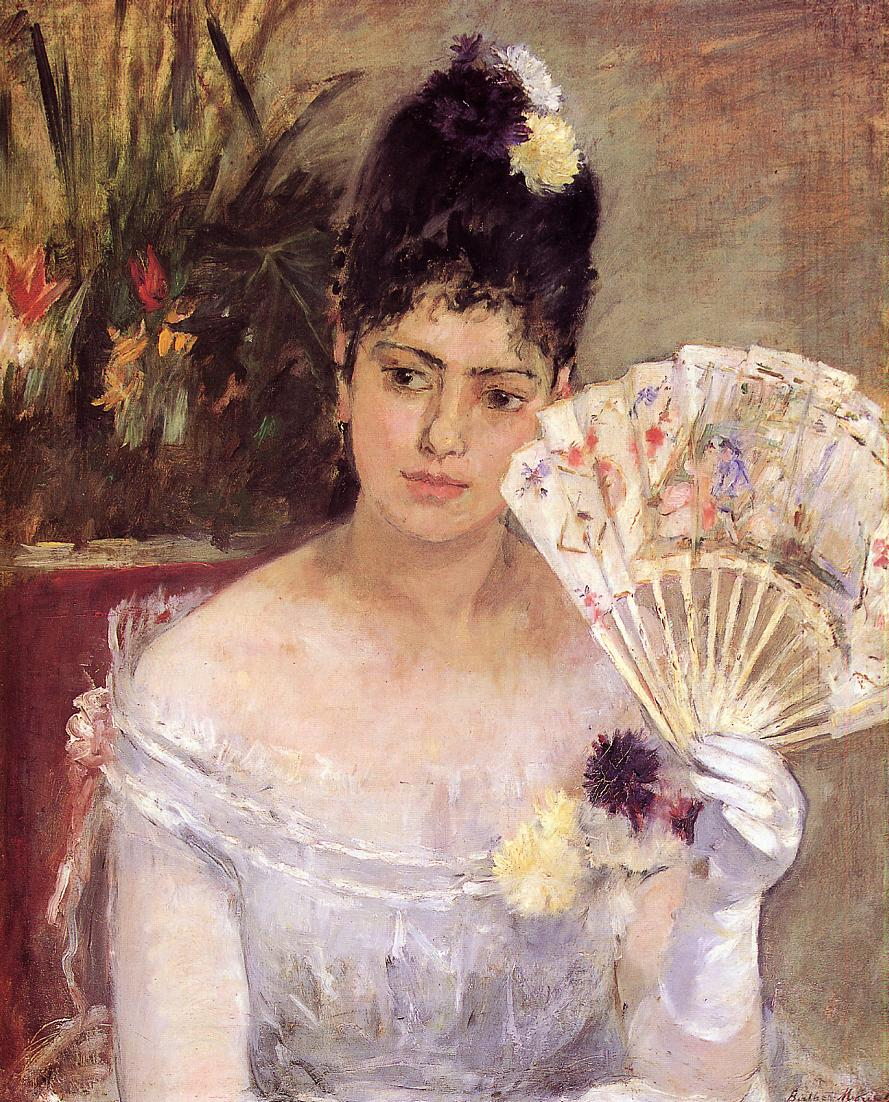
モリゾ『舞踏会で』 1875年
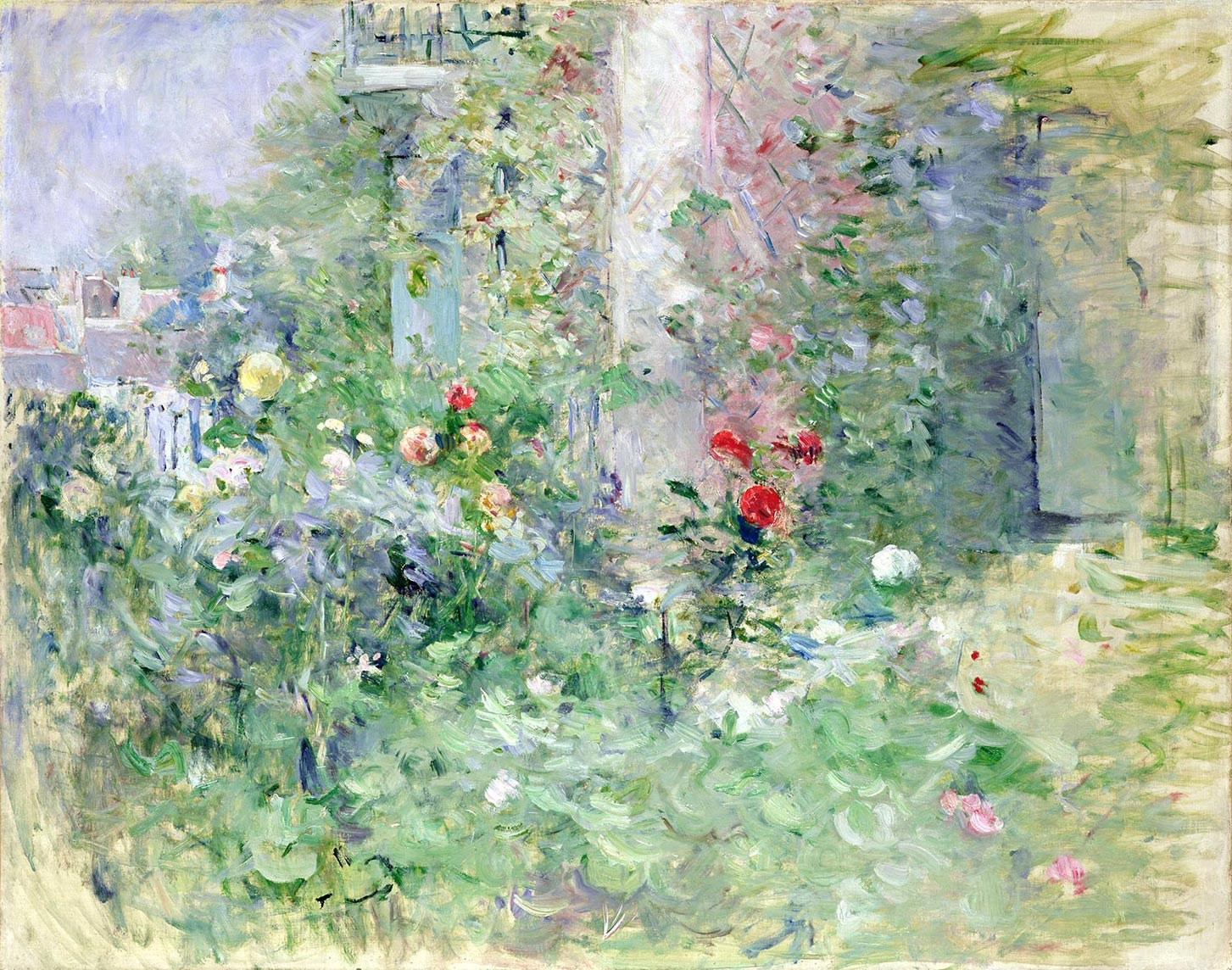
モリゾ『ブージヴァルの庭』 1884年
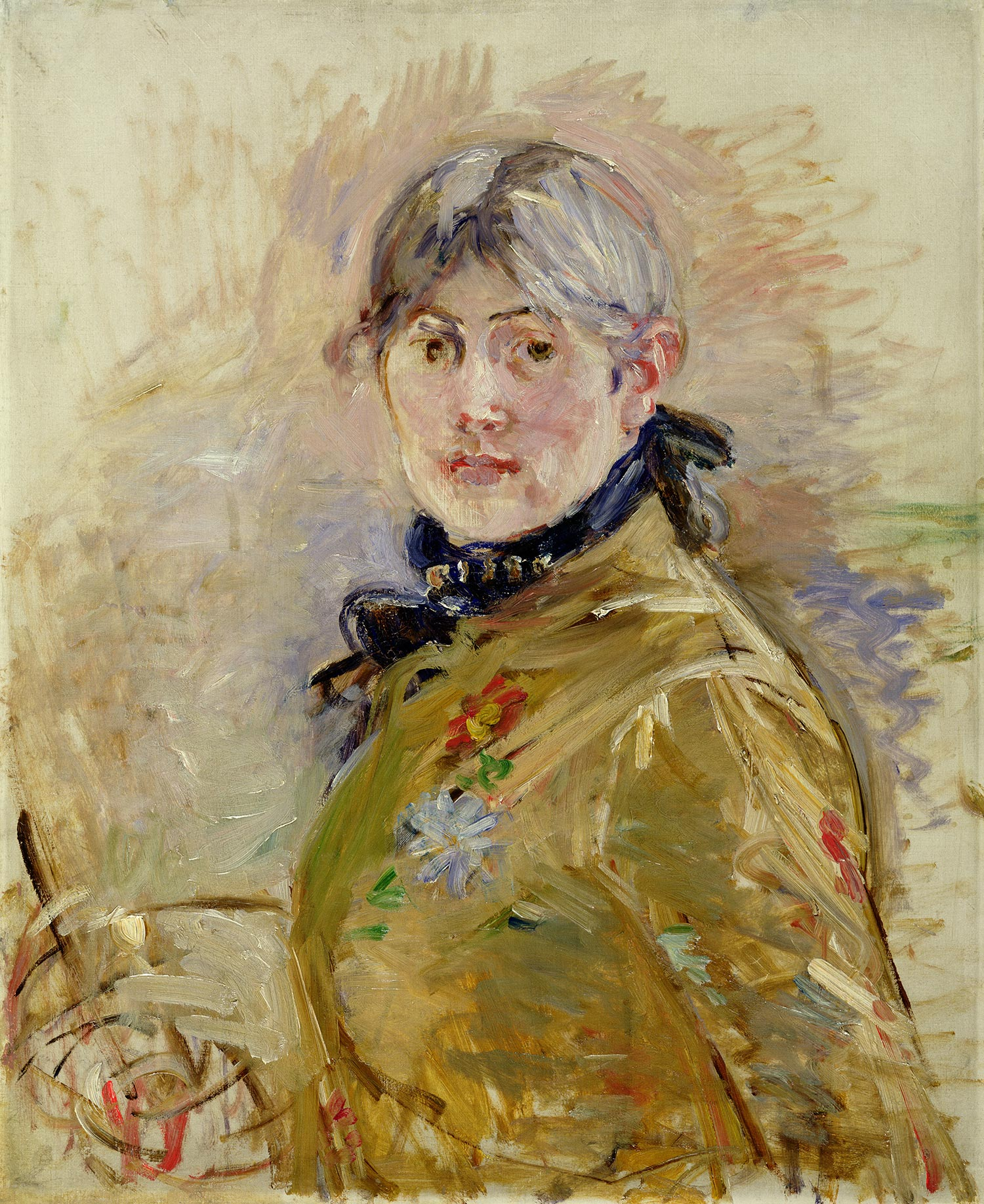
モリゾ『自画像』1885年
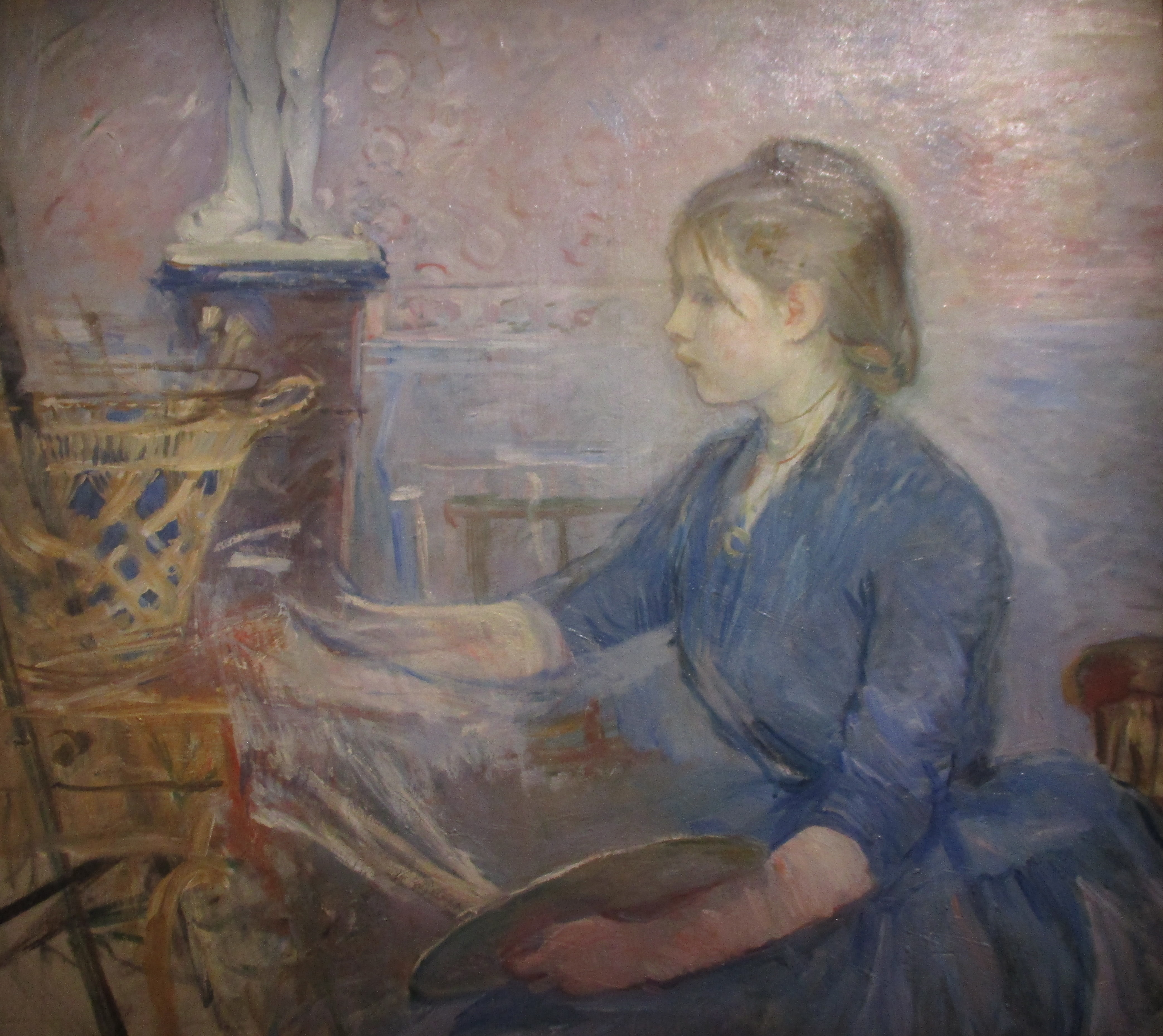
モリゾ『絵を描くポール・ゴビヤール』 1887年
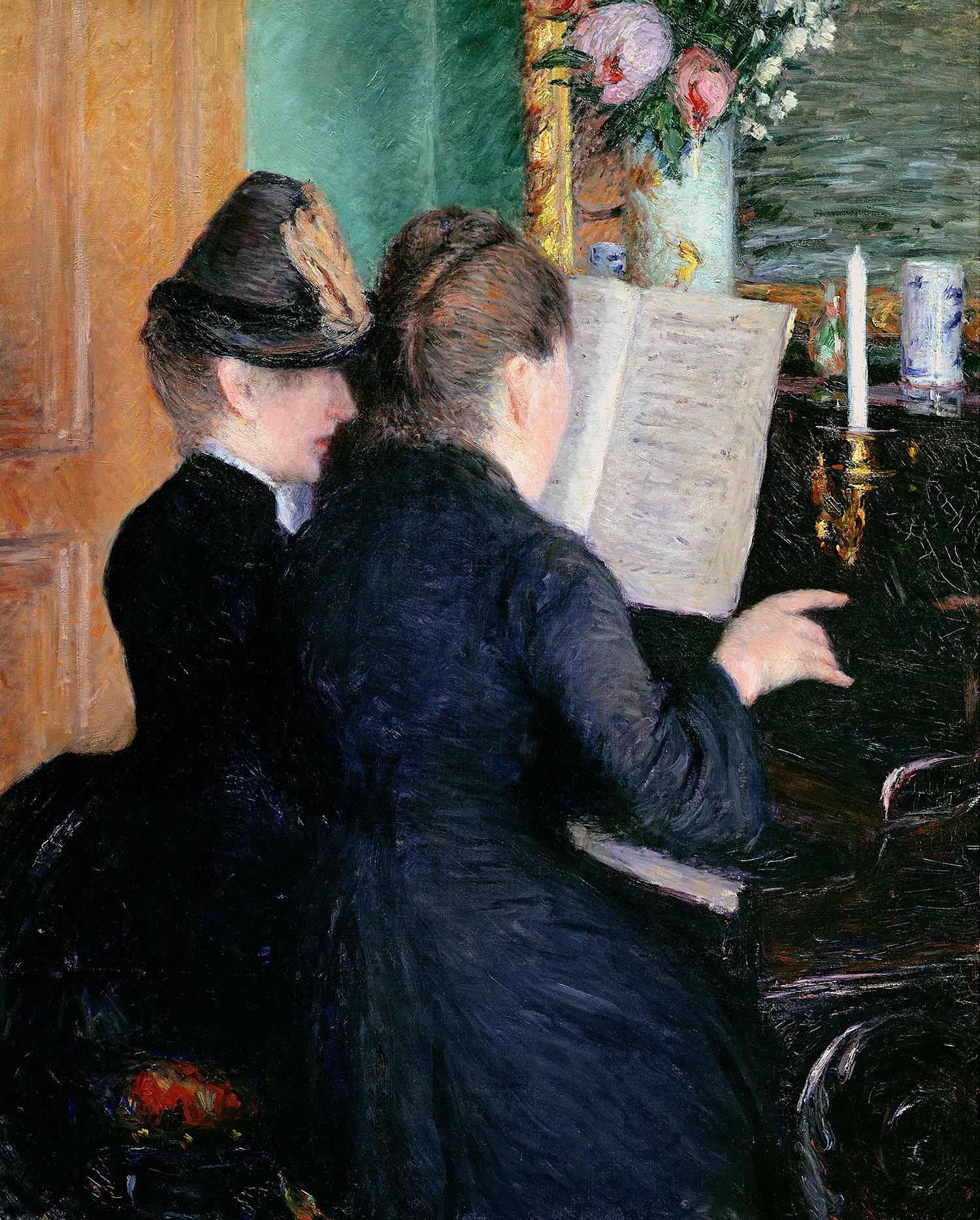
カイユボット『ピアノのレッスン』 1881年
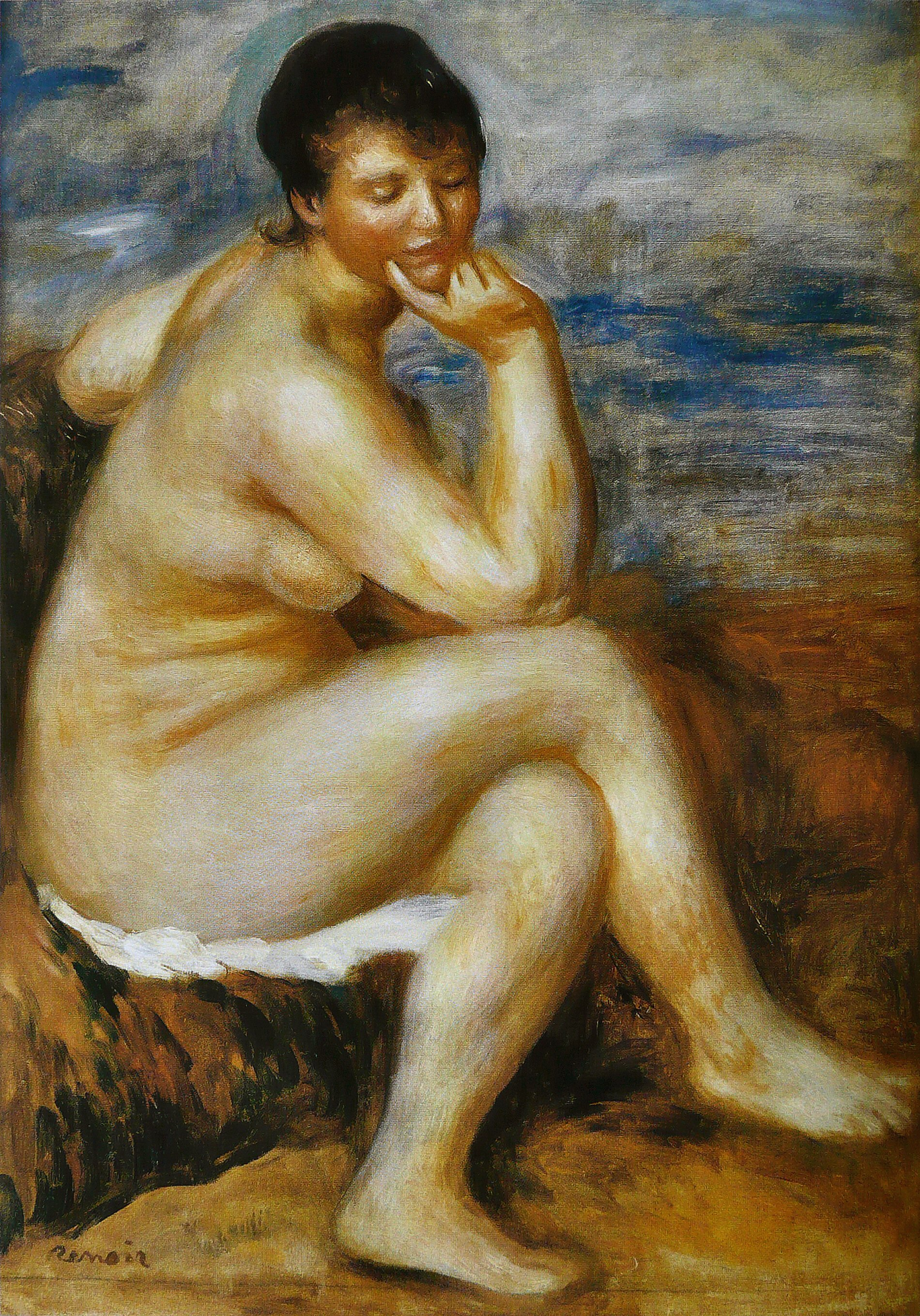
ルノワール『岩の上に座る浴女』 1882年
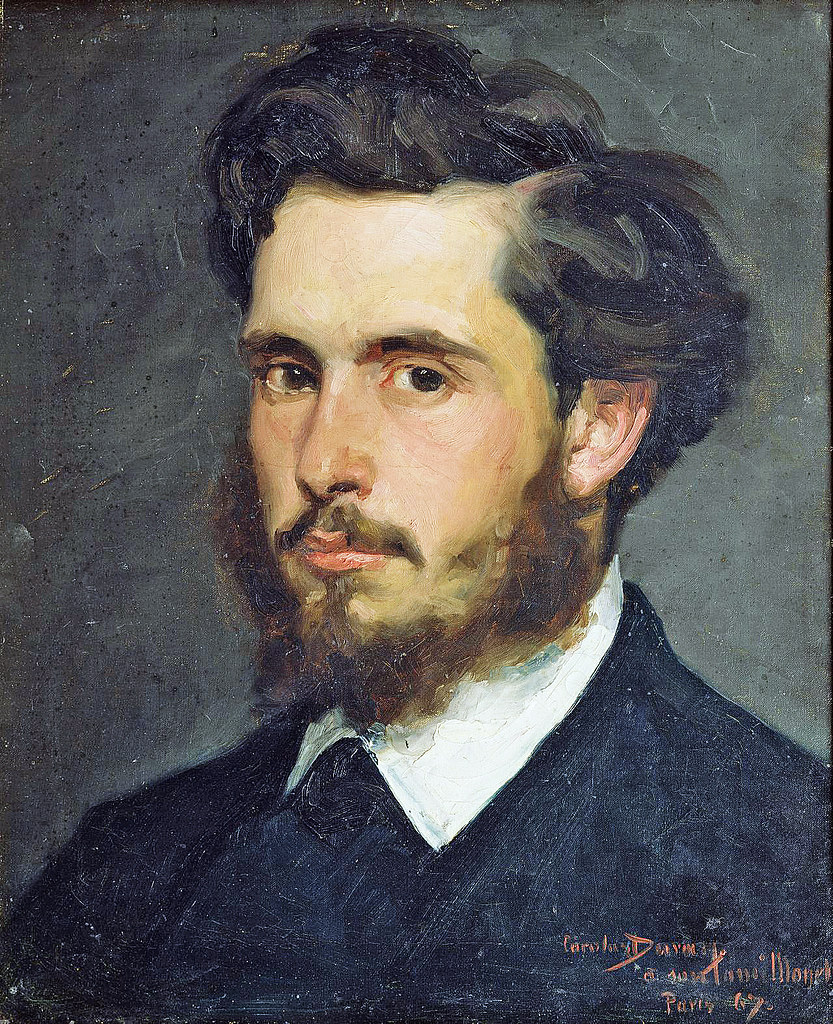
カロリュス＝デュラン『クロード・モネの肖像』 1867年

## 日本との関係
2004年に東京や京都で「パリ マルモッタン美術館展」が開催され、およそ28万人が来場した。
1971年に当美術館を訪れた西澤潤一はモネの睡蓮の一作が上下逆さに展示されているのに気付いたが、美術館が間違えるはずはないと思い、そのまま帰国したものの、翌年再訪すると逆さのままであったため、名刺にその旨を書いて受付係に渡した。美術館は最終的に非を認めて展示やガイドブックを訂正、ル・モンド紙がこれを報じた。